# Rudolf Fueter
Karl Rudolf Fueter (Basileia, 30 de junho de 1880 — Brunnen, 9 de agosto de 1950) foi um matemático suíço, conhecido por seu trabalho em teoria dos números.

## Publicações selecionadas
- Synthetische Zahlentheorie. 3rd edition DeGruyter, Berlin 1930 (1st edition 1917).[2]
- Vorlesungen über die singulären Moduln und die komplexe Multiplikation der elliptischen Funktionen. Teubner, Leipzig  1924/1927

1. 142 pages 1924.
2. pp. 144–358. 1927.[3]

- Das mathematische Werkzeug des Chemikers, Biologen, Statistikers und Soziologen. Vorlesung über die höheren mathematischen Begriffe in Verbindung mit ihren Anwendungen (publ. Schweizerische Mathematische Gesellschaft; vol. 3). 3rd edition Orell Füssli, Zürich 1947 (1st edition 1926).[4]
- Der Klassenkörper der quadratischen Körper und die complexe Multiplication. Dieterich, Göttingen 1903 (Dissertation, Universität Göttingen 1903).
- Die Theorie der Zahlenstrahlen. Reimer, Berlin 1905 (Habilitationsschrift, University of Marburg 1905).